# Devis Epassy
Devis Rogers Epassy Mboka (Soisy-sous-Montmorency, 2 febbraio 1993) è un calciatore camerunese con cittadinanza francese, portiere del Karmiōtissa e della nazionale camerunese.

## Carriera

### Nazionale
Esordisce in nazionale l'8 giugno 2021 in un'amichevole disputata contro la Nigeria. Nel novembre del 2022, viene incluso dal CT Rigobert Song nella rosa camerunese partecipante ai Mondiali di calcio in Qatar. Partito come riserva di André Onana, complici le divergenze tecniche tra quest'ultimo e il CT, viene schierato da Song nella gara contro la Serbia (terminata 3-3), valida per la seconda giornata della fase a gironi e nella partita vinta 1-0 contro il Brasile, che decreta l'eliminazione dei camerunesi.

## Statistiche

### Presenze e reti nei club
Statistiche aggiornate al 10 novembre 2023.
| Stagione           | Squadra            | Campionato         | Campionato | Campionato | Coppe nazionali | Coppe nazionali | Coppe nazionali | Coppe continentali | Coppe continentali | Coppe continentali | Altre coppe | Altre coppe | Altre coppe | Totale | Totale |
| Stagione           | Squadra            | Comp               | Pres       | Reti       | Comp            | Pres            | Reti            | Comp               | Pres               | Reti               | Comp        | Pres        | Reti        | Pres   | Reti   |
| ------------------ | ------------------ | ------------------ | ---------- | ---------- | --------------- | --------------- | --------------- | ------------------ | ------------------ | ------------------ | ----------- | ----------- | ----------- | ------ | ------ |
| 2012-2013          | Rennes 2           | CFA 2              | 11         | -10        | -               | -               | -               | -                  | -                  | -                  | -           | -           | -           | 11     | -10    |
| 2013-2014          | Lorient 2          | CFA 2              | 10         | -10        | -               | -               | -               | -                  | -                  | -                  | -           | -           | -           | 10     | -10    |
| 2014-2015          | Guijuelo           | SDB                | 12         | -11        | CR              | 0               | 0               | -                  | -                  | -                  | -           | -           | -           | 12     | -11    |
| 2015-2016          | Avranches          | CN                 | 0          | 0          | CF              | 0               | 0               | -                  | -                  | -                  | -           | -           | -           | 0      | 0      |
| 2016-2017          | Épinal             | CN                 | 13         | -24        | CF              | 1               | 0               | -                  | -                  | -                  | -           | -           | -           | 14     | -24    |
| 2017-2018          | Levadeiakos        | SL                 | 26         | -30        | CG              | 1               | -1              | -                  | -                  | -                  | -           | -           | -           | 27     | -31    |
| 2018-2019          | Levadeiakos        | SL                 | 9          | -16        | CG              | 0               | 0               | -                  | -                  | -                  | -           | -           | -           | 9      | -16    |
| 2019-gen. 2020     | Levadeiakos        | SL2                | 1          | -3         | CG              | 0               | 0               | -                  | -                  | -                  | -           | -           | -           | 1      | -3     |
| Totale Levadeiakos | Totale Levadeiakos | Totale Levadeiakos | 36         | -49        |                 | 1               | -1              |                    | -                  | -                  |             | -           | -           | 37     | -50    |
| gen.-giu. 2020     | Lamia              | SL                 | 1+4        | -3 + -2    | CG              | -               | -               | -                  | -                  | -                  | -           | -           | -           | 5      | -5     |
| 2020-2021          | Lamia              | SL                 | 20+7       | -19 + -4   | CG              | 0               | 0               | -                  | -                  | -                  | -           | -           | -           | 27     | -23    |
| Totale Lamia       | Totale Lamia       | Totale Lamia       | 21+11      | -22 + -6   |                 | 0               | 0               |                    | -                  | -                  |             | -           | -           | 32     | -28    |
| 2021-2022          | OFI Creta          | SL                 | 18+5       | -19 + -7   | CG              | 0               | 0               | -                  | -                  | -                  | -           | -           | -           | 23     | -26    |
| 2022-2023          | Abha               | SPL                | 29         | -49        | CA              | 2               | -6              | -                  | -                  | -                  | -           | -           | -           | 31     | -55    |
| 2023-2024          | Abha               | SPL                | 1          | -3         | CA              | 0               | 0               | -                  | -                  | -                  | -           | -           | -           | 1      | -3     |
| Totale Abha        | Totale Abha        | Totale Abha        | 30         | -52        |                 | 2               | -6              |                    | -                  | -                  |             | -           | -           | 32     | -58    |
| Totale carriera    | Totale carriera    | Totale carriera    | 167        | -210       |                 | 4               | -7              |                    | -                  | -                  |             | -           | -           | 171    | -217   |

### Cronologia presenze e reti in nazionale
| Cronologia completa delle presenze e delle reti in nazionale ― Camerun | Cronologia completa delle presenze e delle reti in nazionale ― Camerun | Cronologia completa delle presenze e delle reti in nazionale ― Camerun | Cronologia completa delle presenze e delle reti in nazionale ― Camerun | Cronologia completa delle presenze e delle reti in nazionale ― Camerun | Cronologia completa delle presenze e delle reti in nazionale ― Camerun | Cronologia completa delle presenze e delle reti in nazionale ― Camerun | Cronologia completa delle presenze e delle reti in nazionale ― Camerun |
| Data                                                                   | Città                                                                  | In casa                                                                | Risultato                                                              | Ospiti                                                                 | Competizione                                                           | Reti                                                                   | Note                                                                   |
| ---------------------------------------------------------------------- | ---------------------------------------------------------------------- | ---------------------------------------------------------------------- | ---------------------------------------------------------------------- | ---------------------------------------------------------------------- | ---------------------------------------------------------------------- | ---------------------------------------------------------------------- | ---------------------------------------------------------------------- |
| 8-6-2021                                                               | Wiener Neustadt                                                        | Camerun                                                                | 0 – 0                                                                  | Nigeria                                                                | Amichevole                                                             | -                                                                      |                                                                        |
| 3-9-2021                                                               | Yaoundé                                                                | Camerun                                                                | 2 – 0                                                                  | Malawi                                                                 | Qual. Mondiali 2022                                                    | -                                                                      |                                                                        |
| 6-9-2021                                                               | Abidjan                                                                | Costa d'Avorio                                                         | 2 – 1                                                                  | Camerun                                                                | Qual. Mondiali 2022                                                    | -2                                                                     |                                                                        |
| 8-10-2021                                                              | Yaoundé                                                                | Camerun                                                                | 3 – 1                                                                  | Mozambico                                                              | Qual. Mondiali 2022                                                    | -1                                                                     |                                                                        |
| 11-10-2021                                                             | Tangeri                                                                | Mozambico                                                              | 0 – 1                                                                  | Camerun                                                                | Qual. Mondiali 2022                                                    | -                                                                      |                                                                        |
| 28-11-2022                                                             | Al Wakrah                                                              | Camerun                                                                | 3 – 3                                                                  | Serbia                                                                 | Mondiali 2022 - 1º turno                                               | -3                                                                     |                                                                        |
| 2-12-2022                                                              | Lusail                                                                 | Camerun                                                                | 1 – 0                                                                  | Brasile                                                                | Mondiali 2022 - 1º turno                                               | -                                                                      |                                                                        |
| 24-3-2023                                                              | Yaoundé                                                                | Camerun                                                                | 1 – 1                                                                  | Namibia                                                                | Qual. Coppa d'Africa 2023                                              | -1                                                                     |                                                                        |
| 28-3-2023                                                              | Johannesburg                                                           | Namibia                                                                | 2 – 1                                                                  | Camerun                                                                | Qual. Coppa d'Africa 2023                                              | -2                                                                     |                                                                        |
| 9-6-2025                                                               | Marrakech                                                              | Camerun                                                                | 1 – 1                                                                  | Guinea Equatoriale                                                     | Amichevole                                                             | -1                                                                     |                                                                        |
| Totale                                                                 |                                                                        | Presenze                                                               | 10                                                                     |                                                                        | Reti                                                                   | -10                                                                    |                                                                        |